# Panificadora Hostaletense (Hostalets de Pierola)

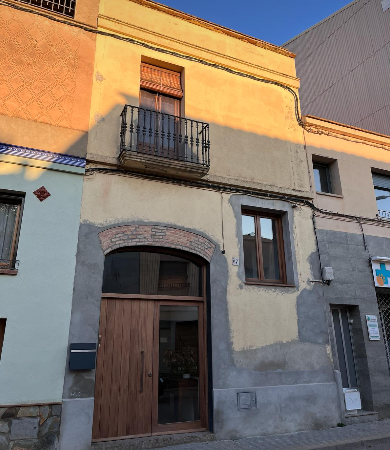
Façana de l'antiga Panificadora Hostaletense amb un estil artístic modernista.

L'edifici de la Panificadora Hostaletense es va acabar de construir l'any 1922, i té un estil artístic modernista. Està ubicat al c/Major núm. 67 dels Hostalets de Pierola, Anoia, Catalunya.

## Història
Aquesta entitat panificadora es va crear l'any 1922, per fer realitat l'entitat es va construir un petit local al final del carrer Major impulsat pel govern local d'aquells temps, no se sap amb exactitud, però l'alcalde d'aquell temps podia ser Josep Pujol i Pons.Durant la dècada dels anys trenta del segle XX va ser el seu període de màxima esplendor. En el transcurs de la Guerra Civil Espanyola (1936-1939) es va habilitar com a Hospital de Campanya per l'exèrcit roig que de mica en mica anava perdent posicions. Actualment, aquest edifici és un habitatge particular, i no se sap amb exactitud el moment en què comença a ser una vivenda particular.

## Característiques

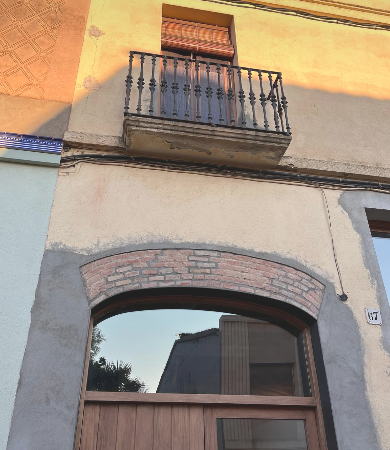
En aquesta imatge es pot veure l'arc i el balcó de l'antiga Panificadora Hostaletense que indiquen que l'edifici és modernista.

Es tracta d'un edifici de tres plantes i la façana de color beix. Aquest edifici es pot observar que té un estil artístic modernisme, ja que el balcó té molt detall i està fet amb ferro forjat. També té un arc sobre la porta amb una mena de semicercle que recorda a la característica del modernisme que diu que els edificis no estan fets amb perfecció. I finalment antigament, tenia uns emparaments de ceràmica vidriada, però avui estan tapades per la construcció d'un bloc de pisos adjunt al local.